# 90308 Johney
90308 Johney è un asteroide della fascia principale. Scoperto nel 2003, presenta un'orbita caratterizzata da un semiasse maggiore pari a 2,5152973 UA e da un'eccentricità di 0,0497931, inclinata di 6,61574° rispetto all'eclittica.